# Cumiar
Cumiar (oficialmente San Esteban de Cumiar) es una parroquia española del municipio de Puenteareas, perteneciente a la provincia de Pontevedra, en la comunidad autónoma de Galicia.

## Historia
Hacia mediados del siglo XIX, la parroquia, ya por entonces perteneciente a Puenteareas, tenía contabilizada una población de 360 habitantes. Aparece descrita en el séptimo volumen del Diccionario geográfico-estadístico-histórico de España y sus posesiones de Ultramar de Pascual Madoz con las siguientes palabras:

CUMIAR (San Esteban): felig. en la prov. de Pontevedra (6 leg.), dióc. de Tuy (5), part. jud. y ayunt. de Puenteáreas (3/4): sit. en terreno quebrado, combatido por los vientos N. y S.; el clima es templado y saludable. Comprende ademas del l. de su nombre, los de Arenal de Fontes, Candeira, Portela y Sta. Cruz qu reunen unas 90 casas. La igl. parr. dedicada á San Esteban está servida por un cura cuyo destino es de entrada y de provision del Conde de Salvatierra. Tambien hay una ermita titulada San Mauro que ninguna particularidad ofrece. Confina el term. N. felig. de San Martin de Portela; E. con la de Mouriscados: S. la de Santiago de Oliveira, y O. con la de San Lerenza de Oliveira. Brotan en él algunas fuentes que aprovechan los vec. para beber y otros usos. El terreno es montuoso y de mediana calidad. Los caminos son vecinales y en mal estado. El correo se recibe en Puenteáreas. prod.: centeno, maiz, algun trigo y vino, se cria el ganado vacuno preciso para las labores del campo; y hay caza de perdices y conejos. ind.: ademas de la agricultura, hay molinos harineros para el uso de los habitantes. pobl.: 90 vec., 360 alm. contr. con su ayuntamiento (V.)
(Madoz, 1847, p. 285)

En 2023, tenía empadronados 121 habitantes.